# توطئه بین‌المللی یهودی

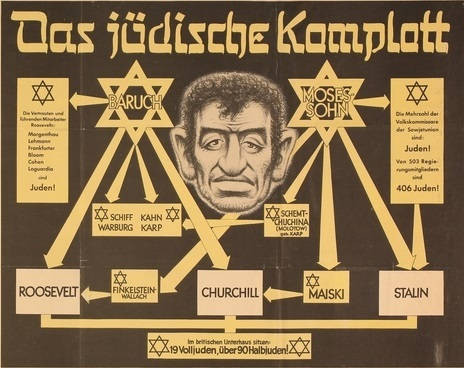
تصویری از یک پروپاگاندای آلمان نازی درباره نقش توطئه یهودی ها و ارتباطاتشان با سایر مقام های اروپایی آن زمان

اعتقاد به یک توطئه بین المللی یهودی یا توطئه جهانی یهودیان به عنوان «گسترده‌ترین و بادوام‌ترین نظریه توطئه قرن بیستم»  و «یکی از گسترده‌ترین و طولانی‌ترین تئوری‌های توطئه» توصیف شده‌است.  محتوای تئوری توطئه بسیار انعطاف‌پذیر است - عاملی که به توضیح توزیع گسترده و طولانی‌مدت آن کمک می‌کند - اما معمولاً حول محور اعتقاد به یک دایره بدخواهانه یهودی معمولاً جهانی است که برای تسلط بر جهان توطئه کرده‌است.  در اواخر قرن نوزدهم و اوایل قرن بیستم به ویژه توسط سند جعلی و یهودستیزانه پروتکل‌های بزرگان صهیون رایج شد. از جمله باورهایی که توطئه بین المللی یهودی را مطرح می‌کنند، بلشویسم یهودی، مارکسیسم فرهنگی، تئوری توطئه یهودی-ماسونری، و انکار هولوکاست است. اعتقاد رهبری نازی به یک توطئه بین‌المللی یهودی که آن را عامل شروع جنگ جهانی دوم و کنترل قدرت‌های متفقین می‌دانست، کلید تصمیم آنها برای راه‌اندازی راه‌حل نهایی بود.